# Caesetius murinus
Caesetius murinus là một loài nhện trong họ Zodariidae.
Loài này thuộc chi Caesetius. Caesetius murinus được Eugène Simon miêu tả năm 1893.